# Langen Brütz
Langen Brütz is een gemeente in de Duitse deelstaat Mecklenburg-Voor-Pommeren, en maakt deel uit van het Landkreis Ludwigslust-Parchim.
Langen Brütz telt 476 inwoners.